# Barbu de Formose
Psilopogon nuchalis
Espèce
Synonymes
- Megalaema nuchalis Gould, 1863
- Megalaima nuchalis

Statut de conservation UICN

 LC  : Préoccupation mineure
Le Barbu de Formose (Psilopogon nuchalis, anciennement Megalaima nuchalis) est une espèce d'oiseaux de la famille des Megalaimidae.

## Répartition
Cet oiseau vit à Taïwan.